# Církev bratrská

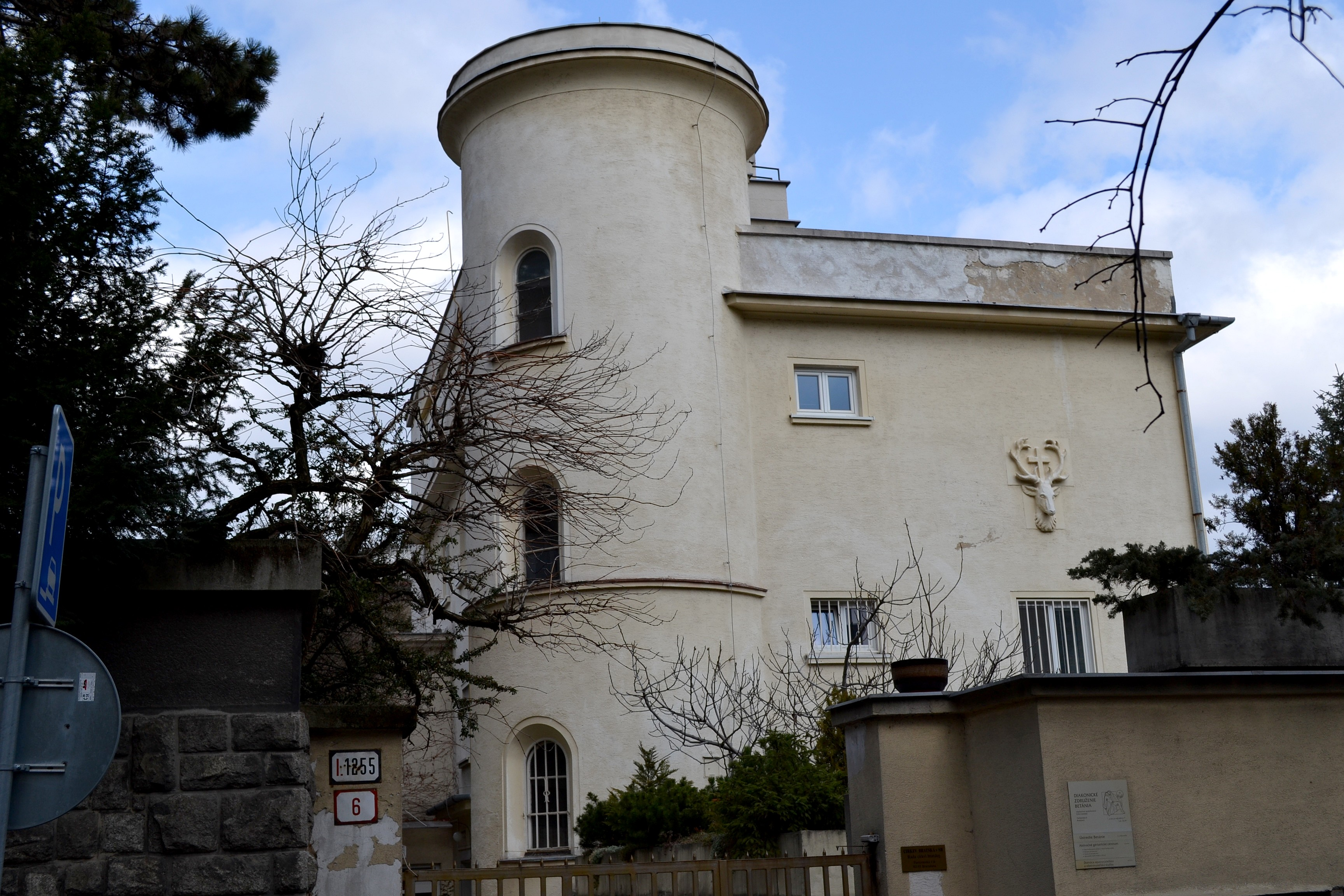
Calle Partizanska n.º 6. La villa fue construida alrededor de 1920 por el médico Dr. Gusztáv Szamák (1889-1950), durante mucho tiempo director del Hospital Evangélico de la calle Partizánská. Una cabeza de ciervo con una cruz en el frente, como símbolo del santo patrón de los cazadores, San Huberto, representada por el escultor Alojz Rigele. En la actualidad la villa alberga la sede del Consejo de la Iglesia de los Hermanos de la República Eslovaca.

Církev bratrská (como su abreviatura se suele utilizar “CB”) es una iglesia protestante reformada. Fue fundada en el año 1882 al unirse dos iglesias llamadas “Svobodné evangelické církve české” (fundada en el año 1868) con “Svobodné reformované církve” (fundada en el año 1880). Církev bratrská tiene sus parroquias tanto en la República Checa como en la República Eslovaca. El censo del año 2011 reveló estos datos: 10 872 fieles de esta iglesia en la República Checa y 3396 en la República Eslovaca. En la República Checa hay 76 parroquias y más de 77 centros (datos del otoño del año 2015).
El presidente de CB se llama Daniel Fajr. Esta iglesia forma parte de estas asociaciones: la Alianza Checa Evangélica (“Česká evangelikální aliance”) y el Consejo Ecuménico de las Iglesias Checas (“Ekumenická rada církví ČR”). CB edita una revista mensual “Brána” que antes se llamaba “Bratrská rodina”.
CB es miembro de la Federación Internacional de las Iglesias Evangélicas (“Federation of Free Evangelical Churches”).

## Historia
La Iglesia libre reformada “Svobodná církev reformovaná” (fundada en el año 1880 gracias a la labor de los misioneros de Boston Mission Board. La misión de ellos fue en Praga dirigida por el pastor Alois Adlof.) CB se unió en el año 1882 con las Iglesias libres evangélicas checas “Svobodné evangelické církve české” (esta iglesia fue fundada en el año 1868 por el hermano Jan Balcar). En el año 1993 Checoslovaquia se dividió en la República Checa y la República Eslovaca. Este mismo año CB fue dividida en dos iglesias separadas e independientes entre sí – la checa y la eslovaca.

## La vocación de CB
Církev Bratrská es una rama de la iglesia cristiana que sigue los pasos de la reformación de la iglesia católica (checa y mundial). Es una comunidad abierta a todos. Está formada por creyentes en Jesucristo como el Salvador y el Hijo de Dios, para ellos la Biblia es la base de la fe y de su vida. Las parroquias ven su vocación en la confesión de la fe cristiana, en las reuniones de sus miembros – discípulos de Cristo durante las celebraciones y oraciones (cultos).

## Estructura
La Iglesia CB está dividida en 77 parroquias cada una con cierta autonomía. Cada año se reúnen representantes de todas las parroquias y todos los pastores de la CB en Conferencia. Durante esta reunión se discuten asuntos religiosos para compartir, documentos importantes y cada cuatro años en la Conferencia se eligen siete miembros de Rada církve bratrské (Consejo CB). Los representantes más importantes son el presidente del Consejo y su secretario.

## Estadísticas
Según los datos del año 2015, a esta iglesia pertenece más de 12 000 personas de la República Checa.

## Carrera de teología y Diakonie CB
Los pastores pueden estudiar en el Seminario Teológico Evangélico “Evangelikální teologický seminář” (ETS) que fue fundado en el año 1990 y está situado en Praga 9. ETS colabora con la Facultad Teológica de la Universidad Carolina de Praga.
Diakonie CB es una organización sin ánimo de lucro. Ofrecen todo tipo de servicio a gente como: alojamiento protegido con sobrevigilancia asistida, asistencia personal a los ancianos o discapacitados, ejercicios de rehabilitación a personas con discapacidad física o psíquica.
En Praga hay una residencia de personas mayores llamada Bethesda. Diakonie CB ofrece sus posibilidades de ayuda diversa en varias ciudades de la República Checa – en Praga, Most, Hrádek y Litvínov.